# GPR12
GPR12, G-protein spregnuti receptor 12, je protein koji je kod čoveka kodiran GPR12 genom.

## Literatura
1. ↑  Saeki Y, Ueno S, Mizuno R, Nishimura T, Fujimura H, Nagai Y, Yanagihara T (1994). „Molecular cloning of a novel putative G protein-coupled receptor (GPCR21) which is expressed predominantly in mouse central nervous system”. FEBS Lett. 336 (2): 317—22. PMID 8262253. doi:10.1016/0014-5793(93)80828-I.
2. ↑  Song ZH, Modi W, Bonner TI (1996). „Molecular cloning and chromosomal localization of human genes encoding three closely related G protein-coupled receptors”. Genomics. 28 (2): 347—9. PMID 8530049. doi:10.1006/geno.1995.1154.
3. ↑  „Entrez Gene: GPR12 G protein-coupled receptor 12”.

## Dodatna literatura
- Strausberg RL; Feingold EA; Grouse LH;  . (2003). „Generation and initial analysis of more than 15,000 full-length human and mouse cDNA sequences.”. Proc. Natl. Acad. Sci. U.S.A. 99 (26): 16899—903. PMC 139241 . PMID 12477932. doi:10.1073/pnas.242603899.
- Uhlenbrock K; Huber J; Ardati A;  . (2003). „Fluid shear stress differentially regulates gpr3, gpr6, and gpr12 expression in human umbilical vein endothelial cells.”. Cell. Physiol. Biochem. 13 (2): 75—84. PMID 12649592. doi:10.1159/000070251.
- Dunham A; Matthews LH; Burton J;  . (2004). „The DNA sequence and analysis of human chromosome 13.”. Nature. 428 (6982): 522—8. PMC 2665288 . PMID 15057823. doi:10.1038/nature02379.
- Gerhard DS; Wagner L; Feingold EA;  . (2004). „The status, quality, and expansion of the NIH full-length cDNA project: the Mammalian Gene Collection (MGC).”. Genome Res. 14 (10B): 2121—7. PMC 528928 . PMID 15489334. doi:10.1101/gr.2596504.